# Juan Jesús Valverde
Juan Jesús Valverde, nacido en Arenas de San Pedro (provincia de Ávila), es un actor español.

## Biografía
Inicia su trayectoria en los teatros de Cámara y Universitarios de Santiago de Compostela y Madrid. Se licencia en la Real Escuela Superior de Arte Dramático de Madrid. Continúa su carrera realizando cursos de Mimo y Mimodrama con Antonio Malonda, interpretación con Miguel Narros y cursos de poesía y verso clásico con el actor Manuel Dicenta. A partir de 1969 se incorpora al teatro y al cine profesional de la mano de Adolfo Marsillach, donde ha desarrollado su trabajo como actor. Ha sido ayudante de dirección del teatro Municipal de Madrid, del Grupo Teatro 70, (dirigido por Adolfo Marsillach) y director de “lecturas escénicas” en la SGAE, FNAC y Puente Cultural. Como actor ha interpretado más 100 estrenos teatrales, 65 películas y 600 programas de TV, que marcan su sólida trayectoria profesional. Estuvo nominado a los premios Goya y a los Premios de la Unión de Actores, fue profesor de la Escuela de Cinematografía y Audiovisuales de la Comunidad de Madrid, y publicó el libro Los pasos de un actor en Editorial Ariel (Grupo Planeta) sobre su historia y experiencia profesional. Su segundo libro fue El misterio del actor. En la actualidad investiga y trabaja en la preparación de su próximo libro, que versará sobre la historia del cine español del siglo XX.

## Filmografía
- Flor de santidad (1973) .... Prior
- Perro de alambre (1978) ... Quijano
- El diputado (1978) ... Policía
- Borrasca (1978) ... Pablo
- Las truchas (1978) .... Juan Alberto
- Sus años dorados (1980) .... Germán
- Otra vez adiós (1980) .... El quinielista
- Dolores (1980)
- Gary Cooper, que estás en los cielos (1980) ... El restaurador
- Memorias de Leticia Valle (1980) ... El Cura
- El crimen de Cuenca (1980) .... Jáuregui
- Sobrenatural (1981) ... El Sacerdote
- Maravillas (1981) .... Jefe de Ventas
- Hablamos esta noche (1982) .... Ingeniero
- Asesinato en el Comité Central (1982) .... El alcalde
- Copia cero (1982) .... Ayudante de dirección
- El caso Almería (1984) .... El soplon
- Crimen en familia (1985) .... Valls
- Tata mía (1986) .... Laín
- El disputado voto del Sr. Cayo (1986)... Arturo González
- Werther (1986)... El juez
- Bandera negra (1986) .... Cordomí
- Manuel y Clemente (1986) .... Manuel
- El Señor de los Llanos (1987) .... Apolonio
- Redondela (1987) .... Barbosa
- Hace quince años (1987)
- Pasa la vida (1987) ... Cortometraje
- El Lute II: mañana seré libre (1988) ...El Coronel
- Jarrapellejos (1988) ... Gregorio
- Cazador de recompensas (1989) .... Lugareño joven
- El pañuelo de mármol (1989)... El Relojero
- Yo soy ésa (1990) ... El Joyero
- La forja de un rebelde (1990)
- Solo o en compañía de otros (1991) .... Justo
- Hay que zurrar a los pobres (1991) ... El Vagabundo
- Yo me bajo en la próxima, ¿y usted? (1992) ...El Gallego
- El maestro de esgrima (1992) .... Antonio Carreño
- Nadie hablará de nosotras cuando hayamos muerto (1995) .... Propietario
- Tatiana, la muñeca rusa (1995) .... Pablo
- Demasiado caliente para ti (1996) .... Camarero
- Siempre hay un camino a la derecha (1997) .... Delegado de servicios
- Tranvía a la Malvarrosa (1997) ... Manuel (Padre)
- Las ratas (1998) .... Justo
- Un minuto antes de medianoche (1999) .... Relojero
- Terca vida (2000) .... Juan...
- Yoyes (2000) .... Ministro del interior
- Primer y último amor (2002) .... Don Cosme
- Hotel Danubio (2003) .... Comisario
- Pacto de brujas (2003) .... El juez Campillo
- XXL (2004) .... Ricardo
- Tiovivo c. 1950 (2004)...El escritor
- Queridos reyes magos (2005)
- Un Franco, 14 pesetas (2006) .... Anselmo 'El Guarro'
- Mujeres invisibles (2007) ... Médico
- Aguas mil (2007) ... Paco
- La que se avecina (2007, 2009) ... Jaime Romaní
- Las 13 rosas (2007).... El juez
- Concursante (2007) .... El Encargado
- No digas nada (2007) .... El profe de Mates
- El libro de las aguas (2008)... El tío Braulio
- Escenas de matrimonio (2008)... Ricardo Valcárcel
- Martes de Carnaval (2009)... El Circunspecto
- Los muertos no se tocan, nene (2011) ...Alcalde
- Azul y no tan rosa (2012) .... Paco
- Holmes & Watson. Madrid Days (2012)...Forense

## Nominaciones
- Nominado a los premios Goya por su actuación en Las ratas (1998), de Antonio Giménez-Rico.
- Nominado a los Premios de la Unión de Actores (2007) por El libro de las aguas, de Antonio Giménez-Rico.